# Vergillio Rebin
Vergillio Ariano Rebin (Paramaribo, 4 juli 1989 – Lelydorp, 24 augustus 2020) was een Surinaams omroeper en politicus. Hij werkte voor Mustika Radio en was lid van achtereenvolgens de politieke partijen Pertjajah Luhur (PL) en de Hervormings- en Vernieuwingsbeweging (HVB). Hij was voor beide partijen bestuurlijk actief. Tijdens de verkiezingen van 2020 was hij kandidaat voor de HVB. Op 24 augustus 2020 overleed hij aan de gevolgen van COVID-19.

## Biografie
Rebin was omroeper bij Mustika Radio en werkte enkele keren mee aan tv-presentaties. Hij volgde de studie bouwkunde aan de Lerarenopleiding voor Beroepsonderwijs, maar rondde het laatste studiejaar niet af. Vervolgens volgde hij de studierichting weg- en waterbouwkunde aan het Natin, die hij wel met een diploma afsloot. Hierna was hij praktijkleraar in het lager beroepsonderwijs.
Hij was in 2015 politiek actief voor Pertjajah Luhur (PL) als voorzitter van de Jongerenraad. Voor deze partij maakte hij toen deel uit van de hervormingsbeweging, die zich later afscheidde als de Hervormings- en Vernieuwingsbeweging (HVB). Minister Mike Noersalim, eveneens lid van de hervormingsbeweging, benoemde hem na het ontslag van Gustaaf Samijadi in september 2015 als onderdirecteur Algemeen Beheer op het ministerie van Binnenlandse Zaken. Daarnaast was Rebin sinds circa 2016 secretaris van de HVB. Tijdens de verkiezingen van 2020 was Rebin verkiesbaar voor de HVB in het district Paramaribo.
In augustus 2020, tijdens de coronacrisis in Suriname, raakte hij besmet met het virus. Toen hij werd opgenomen in het Regionaal Ziekenhuis Wanica in Lelydorp was hij er slecht aan toe. Na twee weken opgenomen te zijn geweest in het ziekenhuis, overleed hij in de ochtend van 24 augustus 2020 in het ziekenhuis op de leeftijd van 31 jaar.